# پیمان خاکسار
پیمان خاکسار (۱۳۵۴ تهران) مترجم و تدوینگر ایرانی است که آثار ادبی انگلیسی زبان را به فارسی ترجمه می‌کند. ترجمهٔ او از رمان اتحادیه ابلهان در نظرسنجی منتقدان و نویسندگان تجربه در سال ۱۳۹۱ رتبهٔ اول را به دست آورد.

## ترجمه
- سوختن در آب غرق شدن در آتش، چارلز بوکفسکی، نشر چشمه ، ۱۳۸۷
- عامه‌پسند، چارلز بوکوفسکی، نشر چشمه ، ۱۳۸۸
- هالیوود، چارلز بوکفسکی، نشر چشمه، ۱۳۸۹
- یکی مثل همه، فیلیپ راث، نشر چشمه، ۱۳۸۹
- ترانه‌ی برف خاموش:مجموعه داستان، هیوبرت سلبی جونیور، نشر چشمه، ۱۳۸۹
- باشگاه مشت‌زنی، چاک پالانیک، نشر چشمه، ۱۳۹۰
- سومین پلیس، فلن اوبراین، نشر چشمه، ۱۳۹۱
- بالاخره یه روزی قشنگ حرف می‌زنم، دیوید سداریس، نشر چشمه، ۱۳۹۱
- مادربزرگت را از اینجا ببر!، دیوید سداریس، نشر چشمه، ۱۳۹۱
- اتحادیه ابلهان، جان کندی تول، نشر چشمه، ۱۳۹۱
- برادران سیسترز، پاتریک دوویت، نشر چشمه، ۱۳۹۱
- اومون را، ویکتور پلوین، نشر زاوش، ۱۳۹۲
- شاگرد قصاب، پاتریک مک‌کیب، نشر چشمه، ۱۳۹۳
- پسر عیسی، دنیس جانسون، نشر چشمه، ۱۳۹۳
- جزء از کل، استیو تولتز، نشر چشمه، ۱۳۹۴
- ریگ روان، استیو تولتز، نشر چشمه، ۱۳۹۵
- پروژه‌ی خونين او، گرم مک ری، نشر چشمه، ۱۳۹۶
- مجوس، جان فاولز، نشر چشمه، ۱۳۹۷
- کلکسیونر، جان فاولز، نشر چشمه، ۱۳۹۸
- اصلاحات، جاناتان فرانزن، نشر چشمه، ۱۴۰۰
- هرچه باداباد،. استیو تولتز،  نشرچشمه،  ۱۴۰۱